# Гаплогруппа U1a (мтДНК)
Гаплогруппа U1a — гаплогруппа митохондриальной ДНК человека.

## Субклады
- U1a
  - U1a1
    - U1a1a
    - U1a1b
    - U1a1c
    - U1a1d
    - U1a1e
    - U1a1f
    -  U1b1h

  - U1a2
    - U1a2a
    - U1a2b
    -  U1a2c

  -  U1a3
    -  U1a3a

## Распространение

### Индия
Дравиды
U1a (xU1a1a) встречается у племенной группы корага, обитающей в юго-западном прибрежном регионе Индии с частотой 7,3 %

### Кавказ
Абхазо-адыгские народы
- абазины — 1,0 % (105)
- абхазы — 5,8 % (137)
- адыгейцы — 0,7 % (155)
- черкесы — 1,6 % (123)

Иранские народы
- северные осетины — 5,1 % (138)

Картвелы
- мегрелы — 3,9 % (77)

Тюркские народы
- балкарцы — 0,4 % (235)
  - баксанцы — 2,3 %
- карачаевцы — 5,7 % (106) ; 7,3 % (123)
- кубанские ногайцы — 1,5 % (131)

## Палеогенетика

### Халколит
Hajji Firuz Tepe
- I4349 | F11 4 merged with F11 B3 3 __ Западный Азербайджан, Иран __ 5887-5724 calBCE (6915±40 BP, PSUAMS-2126) __ М __ J2b > J-BY22522 # U1a4.[4]

Тепе-Гиссар
- I2335 | TH16-4, 33-16-4, Period 1 __ Дамган (шахрестан), Семнан (остан), Иран __ 3639-3385 calBCE (4760±25 BP, PSUAMS-2346) __ М __ H3 (or J1) # U1a'c.[4]

### Бронзовый век
БМАК (post-BMAC)
- Саппалитепа — Сурхандарьинская область, Узбекистан[4]
  - I7416 | UZ-ST-009, Sappali Tepe (ST), Grave 00-112 __ 1948-1777 calBCE (3545±20 BP, PSUAMS-3117) __ Ж __ U1a2.
  - I4289 | UZ-ST-016, Sappali Tepe (ST), Grave 00-57 __ 1931-1767 calBCE (3525±25 BP, PSUAMS-2125) __ Ж __ U1a2.

Доисторический Левант
- I6572 | S6572.E1.L1 __ Baq҅ah, Cave B3 __ Эль-Балка (мухафаза), Иордания __ 1550–1150 BCE __ Ж __ U1a'c.[5]

### Железный век
Гандхарская культура
- I12464 | Grave 159, Individual 1 (A?) in a double burial , 601 __ Katelai __ Сват, Хайбер-Пахтунхва, Пакистан __ 1000–800 BCE __ Ж __ U1a.[4]

Раннесарматская культура
- Pr4 __ Pokrovka (kurgan 2) __ Покровка (Новосергиевский район), Оренбургская область, Россия __ 5–2 c. BCE __ М __ R-M459 # U1a'c.[6]

Саки (племена)
- CHK005.A0101 | Chilpek  #8191 __ Челпек, Ак-Суйский район, Иссык-Кульская область, Киргизия __ 3–1 c. BCE __ Ж __ U1a > U1a2.[7]

### Средние века
Аварский каганат
- CP66 __ Cífer-Pác __ Цифер, Трнавский край, Словакия __ 8–9 century AD __ U1a.[8]

Византия
- SA1996 5330-4785/120 • SA1998 LA66 __ Сагалассос (Lower Agora) __ Бурдур (ил), Средиземноморский регион (Турция) __ 11–13 century AD __ U1a.[9]

## Публикации
2010
- Литвинов С. С. Изучение генетической структуры народов Западного Кавказа по данным о полиморфизме Y-хромосомы, митохондриальной ДНК и Alu-инсерций. — Уфа, 2010. — 23 с.

2011
- Ottoni C, Ricaut FX, Vanderheyden N, Brucato N, Waelkens M, Decorte R. (Май 2011). Mitochondrial analysis of a Byzantine population reveals the differential impact of multiple historical events in South Anatolia. European Journal of Human Genetics. 19 (5): 571–576. doi:10.1038/ejhg.2010.230. PMC 3083616. PMID 21224890.{{cite journal}}:  Википедия:Обслуживание CS1 (множественные имена: authors list) (ссылка)

2017
- Unterländer M; Palstra F; Lazaridis I; et al. (Март 2017). Ancestry and demography and descendants of Iron Age nomads of the Eurasian Steppe. Nature Communications. 8. doi:10.1038/ncomms14615. PMC 5337992. PMID 28256537.

2018
- Šebest L; Baldovič M; Frtús A; Bognár C; Kyselicová K; Kádasi Ľ; Beňuš R. (Март 2018). Detection of mitochondrial haplogroups in a small avar-slavic population from the eigth–ninth century AD. American Journal of Physical Anthropology. 165 (3): 536–553. doi:10.1002/ajpa.23380. PMID 29345305.

2019
- Джаубермезов М. А., Екомасова Н. В., Рейдла М., Литвинов С. С., Габидуллина Л. Р., Виллемс Р., Хуснутдинова Э. К. Генетическая характеристика балкарцев и карачаевцев по данным об изменчивости митохондриальной ДНК // Генетика. — 2019. — Т. 55, № 1. — С. 110—120.
- Narasimhan V.; Patterson N.; Moorjani P; et al. (Сентябрь 2019). The formation of human populations in South and Central Asia. Science. 365 (6457). doi:10.1126/science.aat7487. PMC 6822619. PMID 31488661.

2020
- Agranat-Tamir L, Waldman S, Martin M, et al. (Май 2020). The Genomic History of the Bronze Age Southern Levant. Cell. 181 (5): 1146-1157.e11. doi:10.1016/j.cell.2020.04.024. PMID 32470400.

2021
- Gnecchi-Ruscone GA, Khussainova E, Kahbatkyzy N, et al. (Март 2021). Ancient genomic time transect from the Central Asian Steppe unravels the history of the Scythians. Science Advances. 7 (13): eabe4414. doi:10.1126/sciadv.abe4414. PMC 7997506. PMID 33771866.

2024
- Sequeira JJ, Vinuthalakshmi K, Das R, van Driem G, Mustak MS (Февраль 2024). The maternal U1 haplogroup in the Koraga tribe as a correlate of their North Dravidian linguistic affinity. Frontiers in Genetics. 14: 1303628. doi:10.3389/fgene.2023.1303628. PMC 10880486. PMID 38384360.{{cite journal}}:  Википедия:Обслуживание CS1 (не помеченный открытым DOI) (ссылка)